# 陈声亮
陈声亮（1958年10月—），广东揭西县人，中共政治人物。

## 經歷
2005.04－2006.08 任中共惠来县委副书记、县人民政府县长；
2006.08－2006.10 任中共普宁市委副书记，市人民政府副市长、代市长、党组书记；
2012.07－2012.07 任中共揭阳市委委员，普宁市委书记  
2013.09至今，任潮州市人民政府副市长、党组成员、市公安局局长

2016年9月30日，潮州市第十四届人大常委会举行第三十三次会议，决定免去：陈声亮的潮州市人民政府副市长职务和其的潮州市公安局局长职务。
2022年3月22日，涉嫌严重违纪违法，主动投案，接受广东省纪委监委纪律审查和监察调查。同年6月，遭到开除党籍处分。